# 伍汉霖
伍汉霖（1934年4月—2022年6月3日），男，广东省肇庆市人，中国鱼类学家。1950年代师从中国现代鱼类学的主要开创者及奠基人之一朱元鼎先生，1956年毕业于上海水产学院（现上海海洋大学）水生生物专业。 长期从事鱼类分类学和形态学的研究工作，曾任上海海洋大学水生生物系鱼类研究室主任、首席学术顾问。 尤以研究虾虎鱼、有毒鱼类和药用鱼类著称，被誉为鱼类学“活字典”。 与张春光、邵广昭等主编了2020年出版的《中国生物物种名录》（鱼类卷），并参与对该名录网络版的审核。

## 主要学术著作
- 专著或主编：
  - 《中国海洋及河口鱼类系统检索》，伍汉霖、钟俊生 （页面存档备份，存于）主编，中国农业出版社，2021年，ISBN 9787109279995 [13][10]
  - 《中国生物物种名录》，第二卷，动物，脊椎动物（V），鱼类，张春光，邵广昭，伍汉霖，赵亚辉，科学出版社，2020年，ISBN 97870300677358 [14]
  - 《中国动物志 硬骨鱼纲 鲈形目（五）虾虎鱼亚目》，伍汉霖、钟俊生等编，科学出版社，2008年，ISBN 9787030213334
  - 《江苏鱼类志》，倪勇、伍汉霖主编，中国农业出版社，2006年，ISBN 9787109111691
  - 《中国有毒及药用鱼类新志》，伍汉霖，中国农业出版社，2002年，ISBN 9787109067905
  - 《拉汉世界鱼类名典》，伍漢霖、邵廣昭、賴春福，水產出版社，1999年，ISBN 9789578596597；《拉汉世界鱼类系统名典》，中国海洋大学出版社，2017年，ISBN 9789578596764 [15]
- 参与合著[9][10]：
  - 《南海诸岛海域鱼类志》，中国水产科学研究院南海水产研究所主持（主要完成人：成庆泰，李思忠，曾炳光 （页面存档备份，存于），伍汉霖，邓思明）[16][17]，科学出版社，1979年 [18]（1981年获国家水产总局科技成果奖一等奖[19]）
  - 《广东淡水鱼类志》 （页面存档备份，存于），潘炯华、钟麟、郑慈英、伍汉霖、刘家照，广东科技出版社，1991年，ISBN 7535906338 [20]
  - 《中国鱼类系统检索》，成庆泰、郑葆珊主编，科学出版社，1987年 [21]
  - 《中国脊椎动物大全》，刘明玉、解玉浩、季达明主编（副主编：高忠信、李思忠、高玮、温世生、方荣盛），辽宁大学出版社，2000年，ISBN 7561039042
  - 《东海鱼类志》 （页面存档备份，存于），朱元鼎、張春霖、成庆泰主编，科学出版社，1963年 [22]

## 以其命名的鱼类新种
- 汉霖细齿黝 Microdous hanlini Wang, He & Li, 2024[24]